# Kastélli (Pediáda, Héraklion)
Le dème de Kastélli est une ancienne municipalité du district régional de Héraklion, en Crète, en Grèce. Il a existé entre 1999 et 2010. Depuis la réforme du gouvernement local de 2011, il fait partie du dème de Minóa Pediáda, dont il est devenu une unité municipale.
Selon le recensement de 2001, l'ancien dème avait un total de 1 692 habitants. Il est situé à une altitude de 400 m.